# شارلوت بوردو
شارلوت بوردو (من مواليد 10 يونيو 1991) هي عداءة بريطانية للمسافات الطويلة وتتنافس في الماراثون ونصف الماراثون، بالإضافة إلى العدو الريفي لصالح ألدرشوت وفارنهام ونادي ديستريكت لألعاب القوى. بعد فوزها بعدد من ألقاب الشباب على المستوى الوطني، حققت أول نجاح دولي لها في بطولة أوروبا للعدو الريفي، وفازت بميداليات في سباقات الناشئين في عامي 2007 و2008. وكانت أيضًا أفضل ناشئة أوروبية في بطولة العالم للعدو الريفي في تلك السنوات.
فازت بالميدالية الفضية في بطولة أوروبا للناشئين 2009 لمسافة 5000 م، ومثلت إنجلترا في ألعاب الكومنولث 2010. فازت بالميداليات الذهبية للناشئين الفردي والجماعي في بطولة أوروبا للعدو الريفي 2010. تحمل بوردو الرقم القياسي للناشئين في المملكة المتحدة لمسافة 10000 متر، بزمن قدره 32:36.75 دقيقة.

## حياة مهنية
ولدت في وندسور، بيركشاير، وبدأت المنافسة مع نادي ألدرشوت وفارنهام وديستريكت أثليتيك في سن الثالثة عشرة تقريبًا. ومارست الباليه، وفازت بأول ألقابها الوطنية للشباب في عام 2006، عندما فازت بسباق 3000 متر في بطولة جمعية الهواة الرياضية في إنجلترا (AAA) تحت 17 عامًا والألعاب المدرسية في المملكة المتحدة، بالإضافة إلى لقب العدو الريفي تحت سن الخامسة عشرة. تقدمت بسرعة إلى المنافسة الدولية وحصلت على المركز الخامس عشر في قسم الناشئين في بطولة العالم للعدو الريفي لعام 2007 IAAF - أفضل أداء أوروبي في السباق. كانت أصغر عداءة في سباق 5000 متر في بطولة أوروبا لألعاب القوى للناشئين لعام 2007 وحصلت على المركز العاشر. فازت بتجارب الناشئين في المملكة المتحدة لبطولة أوروبا للعدو الريفي لعام 2007 وحصلت على الميدالية البرونزية الفردية والميدالية الذهبية للفريق في البطولة، والتي تقاسمتها مع زميلتها الشابة البريطانية ستيف تويل.

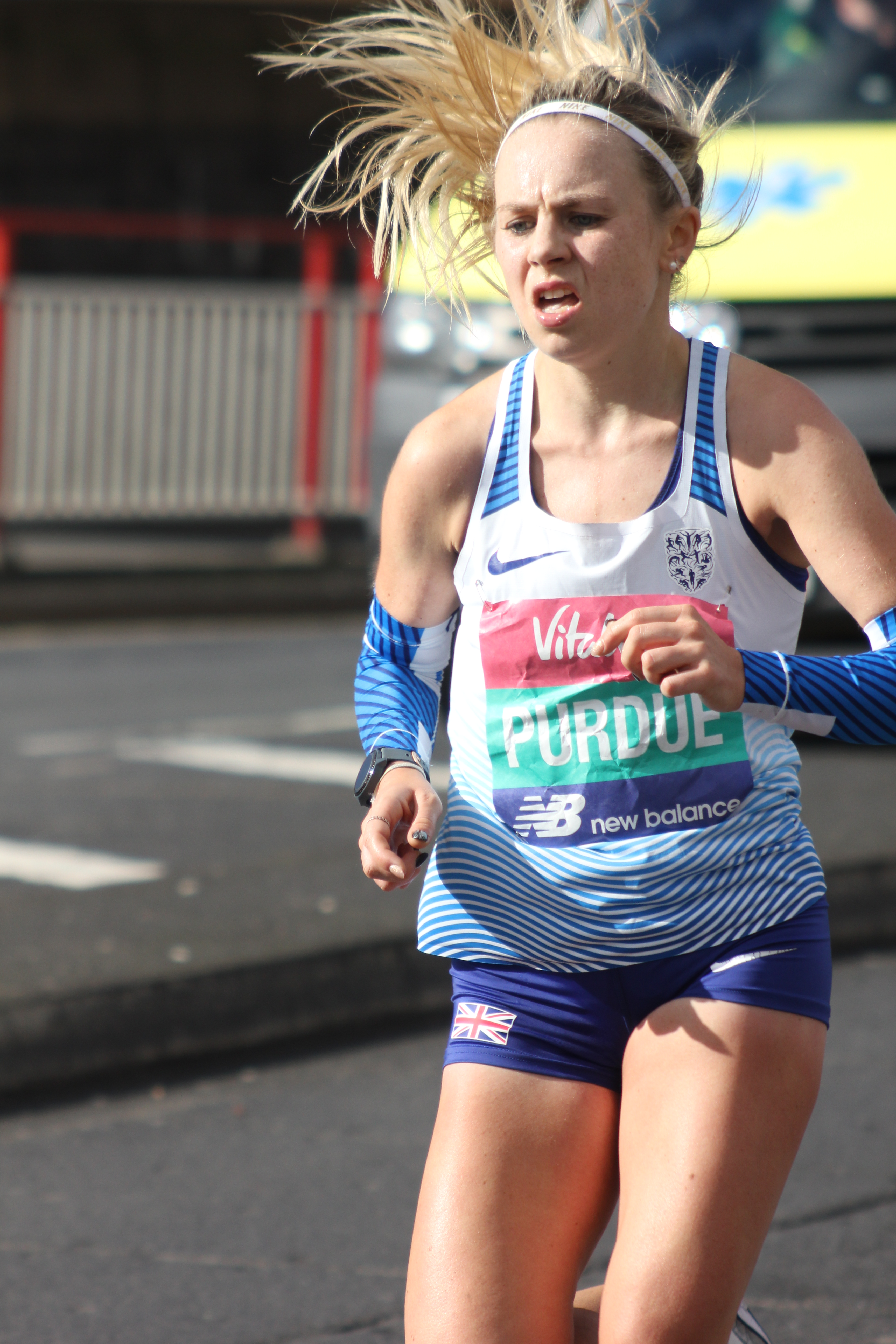
شارلوت بوردو تتنافس في نصف ماراثون لندن 2019.

في 2 فبراير 2019، حققت بوردو أفضل رقم شخصي جديد لنصف الماراثون، بزمن 1:09:46 في ماروغامه باليابان.

## سجل المنافسة
| العام | المسابقة                          | المكان                | المركز | حدث                                                | ملاحظة    |
| ----- | --------------------------------- | --------------------- | ------ | -------------------------------------------------- | --------- |
| 2007  | بطولة العالم ‏                     | مومباسا, كينِيا        | 15     | سباق للشباب                                        |           |
| 2007  | بطولة أوروبا للناشئين             | هينجيلو, هولَنْدا       | 10     | 5000 م                                             |           |
| 2007  | بطولة أوروبا ‏                     | تورو، إسبانيا         | ثالث   | سباق للشباب                                        | فردي      |
| 2007  | بطولة أوروبا ‏                     | تورو، إسبانيا         | الأول  | سباق للشباب                                        | فريق      |
| 2008  | بطولة العالم ‏                     | إدنبرة, إسْكُتْلَنْدا      | 16     | سباق للشباب                                        |           |
| 2008  | بطولة أوروبا ‏                     | بروكسل, بَلْجيكا        | الثاني | سباق للشباب                                        | فردي      |
| 2008  | بطولة أوروبا ‏                     | بروكسل, بَلْجيكا        | الأول  | سباق للشباب                                        | فريق      |
| 2009  | بطولة العالم ‏                     | عمان                  | 14     | سباق للشباب                                        |           |
| 2009  | بطولة أوروبا للناشئين             | نوفي ساد              | الثاني | 5000 م                                             |           |
| 2010  | ألعاب الكومنولث ‏                  | نيودلهي، الهند        | 6      | 5000 متر                                           |           |
| 2010  | ألعاب الكومنولث ‏                  | نيودلهي، الهند        | 4      | 10,000 متر                                         |           |
| 2010  | بطولة أوروبا ‏                     | ألبوفيرا              | الأول  | سباق للشباب                                        | فردي      |
| 2010  | بطولة أوروبا ‏                     | ألبوفيرا              | الأول  | سباق للشباب                                        | فريق      |
| 2011  | بطولة العالم ‏                     | بونتا أومبريا         | 14     | سباق كبار                                          | 8 كم      |
| 2012  | بطولة أوروبا لألعاب القوى         | هلسنكي                | 6      | بطولة أوروبا لألعاب القوى 2012 – سيدات 10,000 متر ‏ |           |
| 2014  | سباق الشمال العظيم ‏               | ساوث شيلدز ‏           | 8      | نصف الماراثون                                      |           |
| 2016  | ماراثون لندن                      | لندن                  | 16     | الماراثون                                          |           |
| 2017  | نصف ماراثون                       | ريدنغ                 | الأول  | نصف الماراثون                                      | 1:12:15   |
| 2018  | ماراثون النصف الكبير [الإنجليزية] | لندن، المملكة المتحدة | الأول  | نصف الماراثون                                      | 1:10:29   |
| 2019  | ماراثون النصف الكبير [الإنجليزية] | لندن، المملكة المتحدة | الأول  | نصف الماراثون                                      | 1:10:38   |
| 2019  | ماراثون لندن                      | لندن                  | 10     | الماراثون                                          | 2:25:38   |
| 2019  | بطولة العالم لألعاب القوى 2019    | الدوحة                | –      | الماراثون                                          | دي ان اف ‏ |
| 2021  | ماراثون النصف الكبير [الإنجليزية] | لندن، المملكة المتحدة | الأول  | نصف الماراثون                                      | 1:09:51   |
| 2021  | ماراثون لندن                      | لندن                  | 10     | الماراثون                                          | 2:23:26   |
| 2022  | ماراثون بوسطن                     | بوسطن                 | 9      | الماراثون                                          | 2:25:26   |
| 2022  | بطولة العالم لألعاب القوى 2022    | يوجين (أوريغون)       | –      | الماراثون                                          | دي ان اف ‏ |
| 2023  | ماراثون برلين                     | برلين, Germany        | 9      | الماراثون                                          | 2:22:17   |

## شخصية
- 1500 متر – 4:19.13 دقيقة (2009)
- 3000 متر – 9:18.69 دقيقة (2009)
- 5000 متر – 15:23.4 دقيقة (2010)
- 10.000 متر – 32:03.62 دقيقة (2012)
- نصف الماراثون – 1:08:08 (2019)
- ماراثون - 2:22.17 (2023)